# Hessen-kasselsches Infanterieregiment No. 7 (1756)
Das Hessen-kasselsche Infanterieregiment No. 7 war ein 1700 als Regiment „Prinz Anhalt zu Fuß“ gegründete militärische Einheit in der Landgrafschaft Hessen-Kassel. Das Regiment führte unterschiedliche Namen.

## Geschichte
1700 wurde das Regiment „Prinz Anhalt zu Fuß“ errichtet. Erster Chef war der Obrist Prinz Lebrecht von Anhalt-Bernburg-Schaumburg-Hoym. Als erster Kommandeur wird von 1700 bis 1706 der Obrist Kurt von Uffeln genannt.
Im Spanischen Erbfolgekrieg nahm das Regiment an den Kämpfen in den Niederlanden, am Rhein, in Bayern und Italien teil. So im Jahre 1704 in der Schlacht am Schellenberg, 1706 bei der Belagerung von Menen (Belgien), 1708 vor Lille, 1709 vor Tournay, 1710 vor Donay und 1712 vor Quesnay.
Im Österreichischen Erbfolgekrieg kämpfte der Verband an der Weser, in den Niederlanden, am Rhein und Main und in Bayern. Im Frühjahr 1746 zog das Regiment nach Schottland, um dem König von Großbritannien, Georg II., im Kampf gegen Charles Edward Stuart zu unterstützen.
Im Siebenjährigen Krieg wurde die Einheit nach der Rückkehr aus Schottland auf der Seite der preußischen Allianztruppen gegen die Verbände der Reichsarmee eingesetzt und kämpfte am 26. Juni 1757 in der Schlacht bei Hastenbeck, am 15. August 1758 bei Rees, am 10. Oktober 1758 bei Lutterberg, am 13. April 1759 bei Bergen, am 1. August 1759 in der Schlacht bei Minden und am 30. August 1762 bei Nauheim.
Danach wurde das Regiment auf Grund des Soldatenhandels unter Landgraf Friedrich II. mit der britischen Krone nach den amerikanischen Kolonien verschifft, wo es am 17. August 1776 in New York eintraf. Bis 1783 wurde das Regiment im Kampf gegen die aufständischen Kolonisten eingesetzt. Danach kehrte es nach Hessen-Kassel zurück.
1789 wurde das Regiment mit dem Regiment Landgraf zum „Leib-Infanterie-Regiment“ zusammengelegt. Das Leibregiment bildete dabei das I. Bataillon, das Regiment Landgraf das II. Bataillon.
Als im Jahre 1792 Frankreich an Österreich den Krieg erklärte, schloss sich Hessen-Kassel Österreich und Preußen an. Es folgten Einsätze in der Kanonade von Valmy, das Gefecht vor dem Friedberger Tor in Frankfurt am Main am 2. Dezember 1792, bei der Belagerung von Mainz 1793, sowie bei Tourcoing am 17. Mai 1794.
Nach der Erhebung des Landgrafen von Hessen-Kassel durch den Reichsdeputationshauptschluss zum Kurfürsten wurde das Regiment in 1. Kurhessisches Infanterie-Regiment „Kurfürst“ umbenannt.
Nach der Besetzung des Kurfürstentums Hessen durch die napoleonischen Truppen wurde die kurhessische Armee „beurlaubt“. 1. November 1806 ging das Regiment „Kurfürst“ auseinander.
Nach der Völkerschlacht bei Leipzig wurden die Soldaten des Beurlaubtenstandes am 5. Dezember 1813 in das Regiment Kurfürst zurückgerufen und zu zwei Musketier-Bataillonen, einem Füsilier-Bataillon und zwei Grenadier-Kompanien neu formiert. Es kämpfte in der Herrschaft der Hundert Tage unter anderem: bei Erstürmung von Charleville am 29. Juni 1815, beim Ausfallgefecht bei Mohon am 25. Juli 1815 und am 3.–7. August 1815 im Gefecht bei St. Julien.
Im Deutschen Bund führte das Regiment die Namen 1. Linien-Infanterieregiment (1821), 1. Linienregiment Kurprinz von Hessen (1824), Leib-Regiment (1831), 1. Infanterieregiment, Leib-Regiment (1835), 1. Infanterieregiment Kurfürst (1856).
Im Deutschen Krieg befand sich das Regiment bei der Besatzung der Festung Mainz. Es nahm an keinen Kampfhandlungen teil.
Nach der Annexion Kurhessens 1866 durch Preußen wurde aus dem Stamm des Regiments das  1. Kurhessisches Infanterie-Regiment Nr. 81 aufgestellt.